# Midoun
Midoun (in arabo ميدون‎?, Maydūn) è una città della Tunisia, nel governatorato di Médenine, nell'isola di Gerba.
Midoun è la seconda città dell'isola di Gerba dopo Houmt Souk, e ne è il principale centro turistico.